# Чернооково (област Добрич)
 За другото българско село вижте Чернооково (Област Шумен).  
Чернооково е село в Североизточна България. То се намира в община Генерал-Тошево, област Добрич.

## Население
Преброяване на населението през 2011 г.
Численост и дял на етническите групи според преброяването на населението през 2011 г.:
|                     | Численост | Дял (в %) |
| Общо                | 277       | 100,00    |
| Българи             | 198       | 71,48     |
| Турци               | 0         | 0,00      |
| Цигани              | 41        | 14,80     |
| Други               | 3         | 1 08      |
| Не се самоопределят | 0         | 0,00      |
| Неотговорили        | 33        | 11,91     |

## Редовни събития
Има събор на 9 май.